# Xian de Liuba
 (janvier 2016).
Si vous disposez d'ouvrages ou d'articles de référence ou si vous connaissez des sites web de qualité traitant du thème abordé ici, merci de compléter l'article en donnant les références utiles à sa vérifiabilité et en les liant à la section « Notes et références ».
Le xian de Liuba (留坝县 ; pinyin : Liúbà Xiàn) est un district administratif de la province du Shaanxi en Chine. Il est placé sous la juridiction de la ville-préfecture de Hanzhong.

## Économie et environnement
À partir de 2007, le xian lance un programme de développement du tourisme d'un montant de 350 millions de yuans, avec, notamment, la construction d'une station de ski mécanisé. L'association environnementaliste internationale Mountain Wilderness a critiqué le manque de prise en compte de la protection de l'environnement dans ce programme.

## Démographie
La population du district était de 44 699 habitants en 1999.